# Eparquía de Zakho
La eparquía de Zakho (en latín: Eparchia Zachuen(sis) y en árabe: زاخو‎) es una circunscripción eclesiástica de la Iglesia católica en Irak. Se trata de una eparquía caldea, sufragánea de la archieparquía de Bagdad de los caldeos. Desde el 27 de junio de 2020 su eparca es Felix Dawood Al Shabi.

## Territorio y organización
La eparquía extiende su jurisdicción sobre los fieles católicos de rito caldeo residentes en el extremo norte del Kurdistán iraquí. Incluye la ciudad de Zakho y varias aldeas en la parte occidental del valle de Khabur en la gobernación de Duhok. Forma parte del territorio propio del patriarcado de Bagdad de los caldeos.
La sede de la eparquía se encuentra en la ciudad de Zakho en donde se halla la Catedral de San Jorge.
En 2010 en la eparquía existían 10 parroquias.

## Historia
De acuerdo a los nestorianos, Zakho pertenecía a la antigua diócesis de Maaltaie y Nohadra, dependiente del metropolitanato de Mosul o de Arbela. Posteriormente fue reunido con las diócesis de Akrah y Amadiya, con el nombre de Amadiya. El área se unió al catolicismo en el siglo XVIII.
La eparquía de Zakho fue erigida por el papa Pío IX en 1850, separando territorio de la eparquía de Amadiya y de la eparquía de Gazarta. El primer obispo fue Emmanuel Asmar, educado en el monasterio de Rabban Ormisda cerca de Alqosh, nombrado en 1859. La eparquía llevaba el título de Zakho y Nohadra (nombre antiguo de Dohuk). En 1867 la eparquía tenía unos 3000 fieles distribuidos en 15 aldeas. En 1896 tenía 3500 fieles, 20 iglesias y capillas y 10 sacerdotes regulares y 5 religiosos. En 1913 la eparquía comprendía 15 villas o aldeas con 4880 fieles, 13 sacerdotes, 17 iglesias, 3 capillas y 6 escuelas. 
La Catedral de San Jorge (Mar Gorgis) fue construida en 1911 por el eparca Jeremy Timothy Maqdassi. posteriormente fue remodelada y restaurada varias veces.
El 10 de junio de 2013 el sínodo de la Iglesia caldea estableció la unión aeque principaliter de las eparquías de Amadiya y de Zakho con el nombre de eparquía de Amadiya y Zakho. En agosto siguiente, el patriarca caldeo Louis Raphaël I Sako visitó la diócesis y las 40 aldeas cristianas que conforman el territorio.
El sínodo caldeo celebrado del 3 al 13 de agosto de 2019 resolvió la división de la eparquía de Amadiya y Zakho, lo cual se llevó a efecto luego de la confirmación por el papa Francisco el 27 de junio de 2020, siendo elegido Felix Dawood Al Shabi como obispo.

## Estadísticas
Según el Anuario Pontificio 2019 la eparquía tenía a fines de 2018 un total de 13 768 fieles bautizados (incluyendo todavía a la eparquía de Amadiya).
| Año                                                                             | Población            | Población | Población      | Sacerdotes | Sacerdotes    | Sacerdotes    | Bautizados por sacerdote | Diáconos permanentes | Religiosos | Religiosos | Parroquias |
| Año                                                                             | Bautizados católicos | Total     | % de católicos | Total      | Clero secular | Clero regular | Bautizados por sacerdote | Diáconos permanentes | Varones    | Mujeres    | Parroquias |
| ------------------------------------------------------------------------------- | -------------------- | --------- | -------------- | ---------- | ------------- | ------------- | ------------------------ | -------------------- | ---------- | ---------- | ---------- |
| eparquía de Zakho                                                               |                      |           |                |            |               |               |                          |                      |            |            |            |
| 1896                                                                            | 3500                 | ?         | ?              | 15         |               |               | 233                      |                      |            |            | 15         |
| 1913                                                                            | 4880                 | ?         | ?              | 13         |               |               | 375                      |                      |            |            | 17         |
| 1949                                                                            | 11 300               | 70 000    | 16.1           | 19         | 19            |               | 594                      |                      |            | 4          | 19         |
| 1970                                                                            | 11 165               | 85 000    | 13.1           | 15         | 15            |               | 744                      |                      |            |            | 15         |
| 1980                                                                            | 7400                 | ?         | ?              | 18         | 18            |               | 411                      |                      |            | 2          | 12         |
| 1998                                                                            | 6548                 | ?         | ?              | 4          | 4             |               | 1637                     |                      |            |            | 5          |
| 2001                                                                            | 6048                 | ?         | ?              | 5          | 5             |               | 1209                     |                      |            |            | 5          |
| 2002                                                                            | 12 000               | ?         | ?              | 15         | 15            |               | 800                      |                      |            | 8          | 5          |
| 2003                                                                            | 12 500               | ?         | ?              | 17         | 16            | 1             | 735                      |                      | 1          | 8          | 7          |
| 2004                                                                            | 12 700               | ?         | ?              | 25         | 24            | 1             | 508                      |                      | 4          | 9          | 7          |
| 2009                                                                            | 26 000               | ?         | ?              | 9          | 7             | 2             | 2888                     |                      | 2          | 11         | 18         |
| 2010                                                                            | 12 555               | ?         | ?              | 14         | 12            | 2             | 896                      |                      | 2          | 12         | 10         |
| eparquía de Amadiya y Zakho                                                     |                      |           |                |            |               |               |                          |                      |            |            |            |
| 2014                                                                            | 18 800               | ?         | ?              | 14         | 14            |               | 1343                     |                      |            | 9          | 35         |
| 2015                                                                            | 18 800               | ?         | ?              | 14         | 14            |               | 1342                     | 4                    |            | 9          | 35         |
| 2018                                                                            | 13 768               | ?         | ?              | 14         | 14            |               | 983                      | 7                    |            |            | 36         |
| Fuente: Catholic-Hierarchy, que a su vez toma los datos del Anuario Pontificio. |                      |           |                |            |               |               |                          |                      |            |            |            |

## Episcopologio

### Obispos de Zakho
- Emmanuel Asmar † (22 de julio de 1859 consagrado-1875 falleció)
- Quriaqos Giwargis Goga † (25 de julio de 1875 consagrado-1879 nombrado eparca de Amadiya)
- Mattai Paul Shamina † (1879-1884 renunció)[nota 1]
- Stephen Yohannan Qaynaya † (26 de septiembre de 1884-1889 falleció)
- Jeremy Timothy Maqdassi † (3 de diciembre de 1890-3 de agosto de 1929 falleció)
- Peter Raffo 'Aziz † (3 de agosto de 1929 por sucesión-21 de enero de 1937 falleció)
- Yohannan Nisan † (20 de abril de 1937-30 de octubre de 1956 falleció)
- Thomas Rayyis † (2 de marzo de 1957-15 de julio de 1965 falleció)
- Gabriel Qoda † (27 de noviembre de 1965-7 de marzo de 1968 nombrado archieparca de Kirkuk)
- Joseph Babana † (7 de marzo de 1968-9 de septiembre de 1973 falleció)
- Yohannan Paulus Marcus † (13 de octubre de 1973-29 de noviembre de 1983 renunció)
- Stephen Kajo † (29 de noviembre de 1983-8 de noviembre de 1987 falleció)
  - Sede vacante (1987-2001)
- Petros Hanna Issa Al-Harboli † (6 de diciembre de 2001-3 de noviembre de 2010 falleció)
  - Sede vacante (2010-2013)
  - Sede unida a Amadiya (2013-2020)

### Obispos de Amadiya y Zakho
- Rabban al-Qas (11 de julio de 2013-27 de junio de 2020)[nota 2]

### Obispos de Zakho tras la restauración de la eparquía
- Felix Dawood Al Shabi, desde el 27 de junio de 2020